# ГЕС Ломі
ГЕС Ломі – гідроелектростанція у центральній частині Норвегії, за 70 км на схід від Буде. Знаходячись між малою ГЕС Storelvvatnet (5 МВт) та ГЕС Sjønstå, входить до складу однієї з гілок гідровузла у сточищі річки Sulitjelmavassdraget, яка тече до Skjerstad Fjord (східне продовження Saltfjorden, котрий біля Буде з’єднується із Норвезьким морем).
Станція використовує ресурс із цілого ряду правих притоків Sulitjelmavassdraget, при цьому її головний резервуар становить розташоване на річці Låmielva озеро Lamivatnet (Loamejavrre), перетворене на водосховище із припустимим коливанням рівня поверхні між позначками 650 та 709 метрів НРМ. Окрім власного стоку, сюди надходить додатковий ресурс за допомогою двох систем:
- з північного заходу, де по тунелю довжиною понад 8 км перекидається ресурс із водозаборів на Rupsijåhka та Gikenelva (і лівого допливу останньої струмка bekk fra kote 1104), котрі впадають до Sulitjelmavassdraget нижче від Låmielva. При цьому розташоване на Gikenelva озеро Storelvvatnan перетворене на водосховище із припустимим коливанням рівня поверхні між позначками 794 та 799 метрів НРМ. У складі цієї дериваційної системи працює зазначена вище мала ГЕС Storelvvatnet;
- з півдня по тунелю довжиною біля 2,5 км перекидається ресурс із водозабору на Valffarjohka, котра впадає до Sulitjelmavassdraget вище від Låmielva.
Із Lamivatnet під лівобережним масивом Låmielva прокладено головний дериваційний тунель довжиною біля 4 км, котрий подає ресурс до машинного залу. Останній обладнали двома турбінами типу Френсіс потужністю по 59 МВт, які використовують напір у 560 метрів та забезпечують виробництво 363 млн кВт-год електроенергії на рік.
Відпрацьована вода по тунелю довжиною біля 1,5 км відводиться до озера Лангватн, що відноситься до основної течії Sulitjelmavassdraget.